# Aziz Ahmed Khan
Pour les articles homonymes, voir Aziz Khan et Khan.
Aziz Ahmed Khan a la particularité d'avoir été l'unique citoyen pakistanais à occuper simultanément le poste d'ambassadeur du Pakistan en Afghanistan et de haut-commissaire envers l'Inde. Les deux pays étant frontaliers et ayant une importance stratégique non négligeable tant par rapport à la guerre contre le terrorisme et aux nombreux conflits indo-pakistanais,.

## Biographie
Né dans une famille pachtoune le 16 septembre 1943, Aziz Ahmed Khan rejoint la diplomatie pakistanaise en 1969, avant de servir le Pakistan dans plusieurs pays (Malaisie, Mozambique, Argentine, Brésil, Portugal, États-Unis, Autriche). À partir des années 1990, il a été successivement le porte-parole du ministère des affaires étrangères pakistanais, l'ambassadeur d'Islamabad à Kaboul de 1996 à 2000 et haut-commissaire pakistanais en Inde de juin 2003 à septembre 2006 avec l'aval des deux pays, relançant ainsi l'échange diplomatique entre l'Inde et le Pakistan rompu depuis l'attentat du parlement indien en 2001,,,. Son mandat a été prolongé une année en 2005 par le premier ministre du Pakistan, Shaukat Aziz.
Le fait d'avoir servi en Afghanistan et en Inde — deux pays dont Islamabad a régulièrement des tensions diplomatiques, d'une part avec les guerres balouches et les talibans et d'autre part avec trois guerre (1948,1965 et 1971) et un conflit latent dans la région du Cachemire — ce qui en fait un des diplomates le plus expérimenté de son pays,. Il rejoint le Jinnah Institute, think tank pakistanais de 2010 à 2011 et en devient le vice-président honoraire avant de rejoindre le Regional Peace Institute,.